# SN 2016gkg
SN 2016gkg es una supernova de tipo IIb, en la galaxia espiral NGC 613, cuyo nacimiento, el 20 de septiembre de 2016 (septiembre 20.2484 UT ), quedó registrado en fotos por el astrónomo aficionado Víctor Buso desde su casa en Rosario, Provincia de Santa Fe, Argentina, constituyéndose así en la primera y única supernova de la historia fotografiada desde el momento mismo de su nacimiento, lo que permitirá poner a prueba las teorías que explican estos violentos episodios astronómicos.

Esa noche justo había comprado una cámara con más resolución y me puse a probarla sobre objetos que venía estudiando. Y cuando vi ese pixel... Uno por ahí tiene el temor de dar una falsa alerta; especialmente, porque en ese momento no brillaba como una supernova... Pero ser la única persona del mundo que ha podido ver esto es terrible."
Víctor Buso

Los resultados de este estudio fueron publicados en la revista científica Nature y en él sus autores demuestran que la supernova duplicó su brillo en apenas 25 minutos, y que puede extrapolarse una tasa de 43 magnitudes por día, además de que la luz de la explosión habría llegado menos de una hora antes de la primera detección.

## Registro de su nacimiento
Cuando Víctor Buso fotografió el nacimiento de la supernova, ya cultivaba la pasión por escudriñar el cosmos desde hacía más de cuarenta años. 

Cuando era adolescente fabriqué el observatorio del colegio Cristo Rey y descubrimos una estrella variable, la NSV 19555 -cuenta-. Después hicimos un proyecto para buscar nuevas estrellas variables en la Cruz del Sur. Se trata de un tipo de objetos que tienen crisis en su estructura física y empiezan a variar de brillo. Cuando envejecen, emiten pulsaciones y se ponen cada vez más inestables, entre otras causas, porque tienen otra estrella al lado que las eclipsa.

Desde que había terminado su propio observatorio, luego de vender un terreno y usar ese dinero para hacer una torre arriba de su casa, se dedicaba a buscar supernovas y cometas en sus momentos de ocio.
El 20 de septiembre de 2016, a la medianoche, Víctor Buso, de oficio cerrajero y aficionado a la astronomía desde los 11 años, subió a la terraza de su casa en Rosario, provincia de Santa Fe, Argentina, para probar una nueva cámara que había comprado para adosar a su telescopio de 40 cm de diámetro.
El cielo estaba bien despejado, así que preparó el instrumental y lo apuntó a la gran galaxia espiral NGC 613, que estaba cerca del cenit, para probar su nueva adquisición. Como las luces de la ciudad contaminaban mucho la imagen, decidió tomar exposiciones de corta duración, unos 20 segundos, para evitar que se velaran. Luego de 40 tomas, las combinó mediante el software de la cámara, y pudo entonces obtener una foto nítida de la galaxia. Apenas  minutos luego de analizar esa primera imagen combinada, se dispuso a tomar una nueva secuencia, pero fue entonces que se dio cuenta de que en un sector de la imagen donde antes no había nada, ahora se divisaba un punto brillante al observar por el telescopio. Decidió entonces que tenía que seguir registrando ese punto del cielo. Pudo así apreciar que dicho punto se veía cada vez más brillante.

Estoy sacando una secuencia de la galaxia cada 20 segundos, cuando veo un pixel que empieza a aumentar de brillo -recuerda, emocionado-. Empecé a llamar a la gente que se dedica a la astronomía en forma profesional, pero a las doce de la noche no encontraba a nadie. Hasta que di con otro aficionado que me dijo que tenía que dar el alerta mundial. Entonces elaboré un llamado con la exposición, brillo y mediciones para que un observatorio más poderoso confirmara lo que estaba viendo.

Enterados de la detección, distintos profesionales argentinos, como Melina Bersten y Gastón Folatelli, del Instituto de Astrofísica de La Plata (IALP, dependiente del Conicet y la Universidad Nacional de La Plata), Federico García, del Instituto Argentino de Radioastronomía (también del Conicet), Omar Benvenuto (del IALP) y en Bariloche, Mariana Orellana, de la Universidad Nacional de Río Negro e investigadora del Conicet, se pusieron a estudiarla en detalle. También colaboraron colegas de Japón y Estados Unidos.
Melina Bersten y Gastón Folatelli se dieron cuenta inmediatamente de que era algo impresionante, por tratarse de la primera vez en la historia de que la etapa inicial  de la explosión se ve con semejante nivel de detalle. La primera fase evoluciona rapidísimo y es muy débil.
La supernova había duplicado su brillo en apenas 25 minutos, (extrapolable a unas 43 magnitudes por día) y la luz de la explosión habría llegado menos de una hora antes de la primera detección.
Las imágenes que Víctor tomó durante dos horas resultaron invaluables. Sebastián Otero, un argentino que trabaja con la Asociación Estadounidense de Observadores de Estrellas Variables (AAVSO), le ayudó a comunicar este descubrimiento a la comunidad internacional. Gracias a que hizo el anuncio esa misma madrugada, otros observatorios empezaron el seguimiento desde muy temprano: el brillo de la luz emitida aumentaba rápidamente, una señal que, para los autores del trabajo publicado  por la revista  Nature, y firmado por el propio Víctor Buso y su amigo José Luis Sánchez, también aficionado a la astronomía, corresponde a una fase largamente buscada pero hasta ahora nunca observada.
Mariana Orellana afirmó:

Viendo la pendiente de crecimiento que tenía el brillo nos dimos cuenta de que era algo excepcional. Hay que tener la suerte de estar mirando y que justo explote la estrella.

En las imágenes de Buso se puede advertir el instante mismo en que nace la supernova. El objeto se hace visible y rápidamente aumenta su brillo, a un ritmo nunca antes visto en este tipo de eventos, tal como lo predecían las simulaciones por computadora de explosiones estelares. Solo con la frecuencia de observación de Víctor Buso, de varias imágenes por minuto, fue posible estudiar esta muy breve fase de su evolución: el momento exacto en que la onda expansiva de la explosión emerge de la superficie estelar. En ese instante se libera violentamente una enorme cantidad de luz.
La trascendencia del hallazgo radicó en que las explosiones de supernovas son impredecibles; hay mucha gente dedicada a patrullar el cielo buscándolas y, cuando las encuentran, ya ha transcurrido algún tiempo desde la explosión. Esta fue la primera vez en que la detección se realizó prácticamente en el instante del evento, por lo tanto la información que se pudo obtener fue única y difícilmente se repetirá en mucho tiempo. De todos modos, es bueno aclarar que los  aficionados están en mejores condiciones en esta "carrera" ya que pueden concentrarse en observar solo unas pocas galaxias cada noche, en lugar de trabajar con una gran lista, como sucede en los observatorios.
Por la novedad de las observaciones y la solidez de la interpretación teórica, los resultados de este estudio fueron publicados en la revista científica  Nature.